# Сардарапат
Це стаття про село Сардарапат. Стаття про етнографічний музей — Етнографічний музей «Сардарапат». Стаття про битву — Сардарапатська битва
Сардарапат (вірм. Սարդարապատ), до 3.01.1935 с.Сардарапат, в 3.01.1935-15.01.2005 — Октембер (вірм. Հոկտեմբեր) — село в марзі Армавір, на заході Вірменії. Село розташоване за 3 км на південний захід від міста Армавір, за 3 км на північний захід від села Бамбакашат, за 5 км на північ від села Нор Армавір, за 4 км на схід від села Ленухі та за 3 км на південний схід від села Дзержинський.
У селі розташований етнографічний музей «Сардарапат», збудований на честь Сардарапатської битви.